# Vente pa' ca
"Vente Pa' Ca" é uma canção do cantor porto-riquenho Ricky Martin. Possui a participação do cantor colombiano Maluma. A música foi lançada em 23 de setembro de 2016.
"Vente Pa 'Ca" tornou-se um dos maiores sucessos em espanhol em 2016. Ele liderou as paradas da Argentina, Chile, Colômbia, República Dominicana, Equador, Guatemala, México, Panamá, Venezuela e Coreia do Sul.

## Videoclipe
Em 22 de setembro de 2016, Martin publicou o videoclipe de "Vente Pa 'Ca" em sua conta no Vevo no YouTube. Foi dirigido por Jessy Terrero. O vídeo foi visualizado mais de 1,3 bilhões de vezes.

## Desempenho comercial
"Vente Pa 'Ca" entrou no Billboard Latin Digital Songs no número um, alimentado por vendas de download digital na primeira semana de 5.000 cópias. A música estreou no número um no Latin Airplay, ganhando Martin em seu 16º sucesso e o terceiro de Maluma. A faixa chegou com 14 milhões de impressões de audiência na semana que terminou em 2 de outubro, de acordo com Nielsen Music.

## Versão em inglês
Em 26 de dezembro de 2016, uma versão em inglês foi lançada com a cantora australiano Delta Goodrem. Delta disse: "Meu querido amigo Ricky Martin e eu, nos reunimos para gravar uma versão especial de "Vente Pa'Ca".
Martin e Goodrem se tornaram amigos durante a filmagem do The Voice Austrália, onde ambos são juízes. A nova versão em inglês foi lançada para o mercado australiano.
Outra versão foi lançada com a cantora de K-pop Wendy, do grupo feminino sul-coreano Red Velvet, e uma versão chinesa foi lançada com a cantora taiwanesa A-Lin, em 14 de fevereiro de 2017.

## Prêmios
| Ano  | Cerimônia                   | Prêmio                               | Resultado |
| ---- | --------------------------- | ------------------------------------ | --------- |
| 2016 | Latin Music Italian Awards  | Melhor Canção Latino do Ano          | Indicado  |
| 2016 | Latin Music Italian Awards  | Melhor Vídeo Masculino Latino do Ano | Indicado  |
| 2016 | Latin Music Italian Awards  | Melhor Colaboração Latina do Ano     | Indicado  |
| 2017 | ASCAP Latin Awards          | Pop Winning Song                     | Venceu    |
| 2017 | MTV Millennial Awards       | Melhor hino do partido               | Indicado  |
| 2017 | Premios Juventud            | A combinação perfeita                | Indicado  |
| 2017 | Premios Juventud            | Melhor Canção Para Cantar            | Indicado  |
| 2017 | Latin American Music Awards | Canção Favorita de Pop/Rock          | Indicado  |
| 2017 | Grammy Latino de 2017       | Gravação do Ano                      | Indicado  |
| 2017 | Grammy Latino de 2017       | Canção do Ano                        | Indicado  |

## Faixas
| - Digital download 1. "Vente Pa' Ca" (feat. Maluma) – 4:19 - Digital download (Remixes) 1. "Vente Pa' Ca" (feat. Maluma) (Urban Remix) – 3:57 2. "Vente Pa' Ca" (feat. Maluma) (Eliot 'El Mago D'Oz' Urban Remix) – 3:22 3. "Vente Pa' Ca" (feat. Maluma) (Versión Salsa) – 3:47 - Digital download 1. "Vente Pa' Ca" (feat. Delta Goodrem) – 4:09 | - Digital download 1. "Vente Pa' Ca" (feat. Wendy) – 4:09 - Digital download 1. "Vente Pa' Ca" (feat. A-Lin) – 4:09 - Digital download 1. "Vente Pa' Ca" (feat. Akasa) – 4:09 - Digital download 1. "Vente Pa' Ca" (feat. Maluma) (A-Class Remix) – 3:56 |

## Desempenho nas paradas musicais
| Chart (2016–17)                                 | Maior posição |
| ----------------------------------------------- | ------------- |
| Argentina (Monitor Latino)                      | 1             |
| Argentina (CAPIF)                               | 1             |
| Bélgica (Ultratip Bubbling Under da Valônia)    | 29            |
| Chile (Monitor Latino Top 20 General)           | 1             |
| Chile (Monitor Latino Pop Chart)                | 1             |
| Colômbia (Monitor Latino Pop Chart)             | 1             |
| Colômbia (National-Report)                      | 2'            |
| Equador (Monitor Latino Pop Chart)              | 3             |
| Equador (National-Report)                       | 1             |
| Eslováquia (Rádio Top 100)                      | 61            |
| Eslováquia (Singles Digitál Top 100)            | 75            |
| Espanha (PROMUSICAE)                            | 2             |
| Estados Unidos (Bubbling Under Hot 100 Singles) | 25            |
| Estados Unidos (Billboard Hot Latin Songs)      | 4             |
| Estados Unidos (Billboard Latin Pop Airplay)    | 1             |
| Estados Unidos (Billboard Tropical Airplay)     | 1             |
| Finlândia (Latauslista Download)                | 23            |
| França (SNEP)                                   | 164           |
| Guatemala (Monitor Latino Top 20 General)       | 1             |
| Guatemala (Monitor Latino Pop Chart)            | 1             |
| Itália (FIMI)                                   | 65            |
| México (Billboard México Airplay)               | 1             |
| México (Billboard México Espanol Airplay)       | 1             |
| México (Monitor Latino Top 20 General)          | 1             |
| México (Monitor Latino Pop Chart)               | 1             |
| Países Baixos (Single Tip)                      | 19            |
| Panamá (Monitor Latino Top 20 General)          | 1             |
| Panamá (Monitor Latino Pop Chart)               | 1             |
| Portugal (AFP)                                  | 42            |
| República Dominicana (Monitor Latino Pop Chart) | 1             |
| Suíça (Schweizer Hitparade)                     | 72            |
| Venezuela (Monitor Latino Pop Chart)            | 1             |

| Chart (2016)                               | Posição |
| ------------------------------------------ | ------- |
| América Latina (Monitor Latino)            | 4       |
| Argentina (Monitor Latino)                 | 15      |
| Chile (Monitor Latino)                     | 8       |
| Colômbia (Monitor Latino)                  | 45      |
| Equador (Monitor Latino)                   | 83      |
| Espanha (PROMUSICAE)                       | 63      |
| Estados Unidos (Billboard Hot Latin Songs) | 58      |
| Estados Unidos (Billboard Latin Pop Songs) | 46      |
| Guatemala (Monitor Latino)                 | 10      |
| México (Monitor Latino)                    | 83      |
| Panamá (Monitor Latino)                    | 3       |
| Venezuela (Monitor Latino)                 | 47      |
| Chart (2017)                               | Posição |
| Argentina (Monitor Latino)                 | 8       |
| Estados Unidos (Billboard Hot Latin Songs) | 29      |
| Estados Unidos (Billboard Latin Pop Songs) | 35      |

## Vendas e certificações
| Região | Certificação      | Vendas/distribuição |
| --- | ----------------- | ------------------- |
| Argentina (CAPIF) | Ouro              | 10,000^             |
| Espanha (PROMUSICAE) | 4× Platina        | 160,000^            |
| Itália (FIMI) | Platina           | 50,000‡             |
| México (AMPROFON) | Diamante+ Platina | 360,000*            |
| *vendas baseadas apenas na certificação ^distribuições baseadas apenas na certificação ‡dados de streaming baseados somente em certificação |                   |                     |

## Histórico de lançamento
| Região | Data                    | Formato          | Versão              | Gravadora  | Ref(s) |
| ------ | ----------------------- | ---------------- | ------------------- | ---------- | ------ |
| Vários | 23 de setembro de 2017  | Download digital | Original            | Sony Latin | [ 9 ]  |
| Vários | 30 de setembro de 2016  | Download digital | Remixes             | Sony Latin | [ 10 ] |
| Vários | 27 de dezembro de 2016  | Download digital | feat. Delta Goodrem | Sony Latin | [ 11 ] |
| Vários | 27 de dezembro de 2016  | Download digital | feat. Wendy         | Sony Latin | [ 12 ] |
| Vários | 14 de fevereiro de 2017 | Download digital | feat. A-Lin         | Sony Latin | [ 13 ] |
| Vários | 17 de fevereiro de 2017 | Download digital | feat. Akasa         | Sony Latin | [ 14 ] |
| Vários | 23 de junho de 2017     | Download digital | A-Class Remix       | Sony Latin | [ 15 ] |